# Œuvres de guerre

Grande Matinée de Bienfaisance au profit des veuves et des orphelins

Les « Œuvres de guerre » étaient en France durant la Première Guerre mondiale des associations destinées à venir en aide aux combattants et à toutes les victimes de guerre, prisonniers, réfugiés, blessés, mutilés, veuves et orphelins en complément des allocations accordées par les pouvoirs publics. Beaucoup étaient des initiatives privées, certaines reconnues d’utilité publique. Pour limiter les escroqueries, les œuvres de guerre furent encadrées par une loi du 30 mai 1916. 

## Fonctions

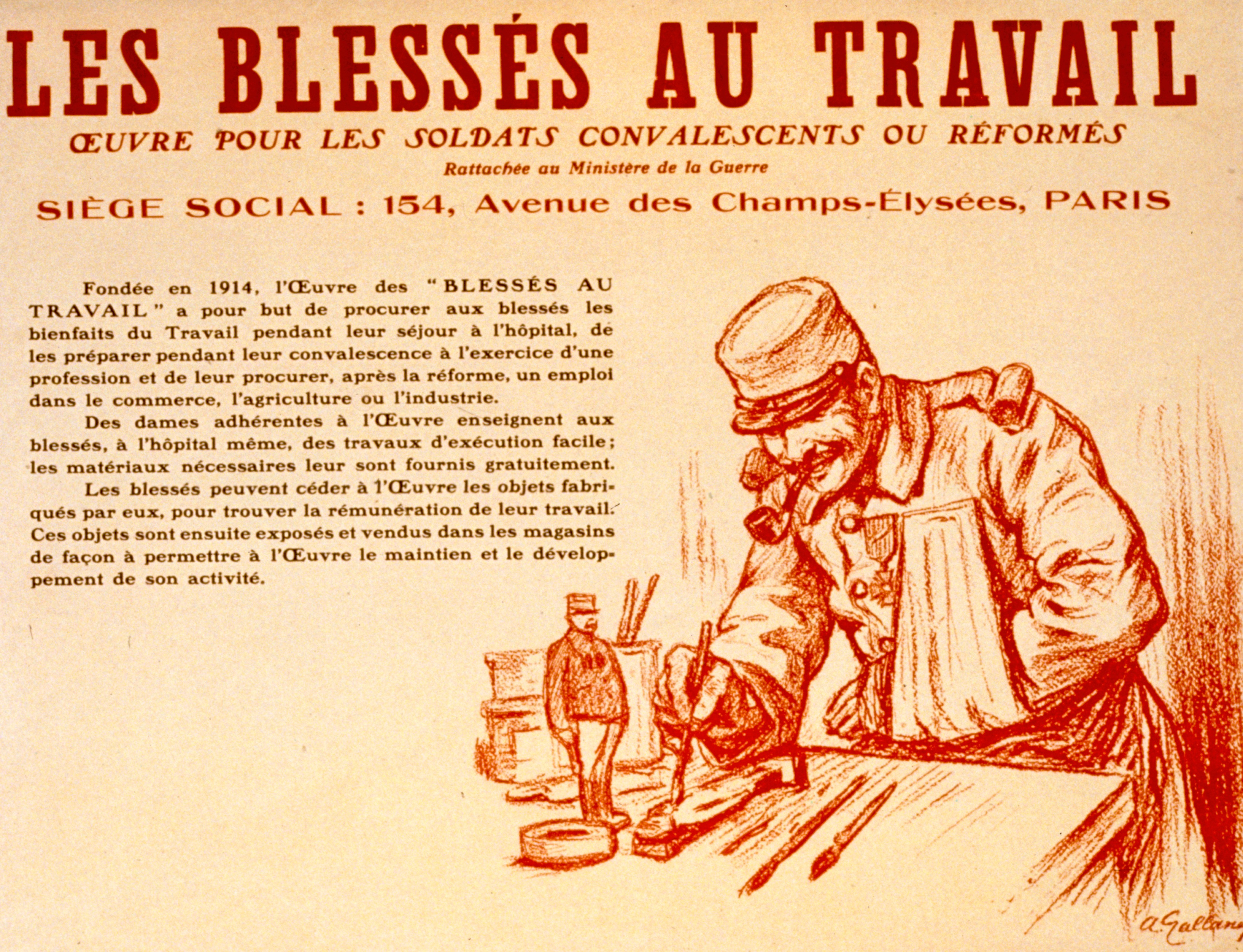
Œuvre pour les blessés de guerre

Ces œuvres d’une très grande diversité ont pour but d’envoyer des secours et des aides telles que celles apportées aux mutilés « en leur procurant une rééducation professionnelle qui convienne à leurs aptitudes et à leurs goûts » et en assumant leur placement . Beaucoup sont très spécialisées : l'Œuvre des trains de blessés participe à la cantine et aux soins aux blessés, l'Œuvre du vestiaire du soldat fournit des vêtements, l'Œuvre des petits pieds nus fournit des chaussures aux enfants de poilus pauvres, l'œuvre de la serviette fournit des serviettes pour l'essuyage après la douche, la plus loufoque, la Surprise du soldat fondée sous le patronage du prince Louis-Ferdinand d'Orléans, duc de Montpensier, qui « a pour but d'envoyer à nos héroïques défenseurs, qui ne manquent de rien, des objets superflus qui ne le sont, sans doute, qu'au premier abord ». 
La loi du 30 mai 1916 limite le nombre des associations caritatives reconnues à 3 242.
Des journées de collectes sont également organisées : journée des orphelins de guerre, du soldat tuberculeux, du réfugié belge, etc.,

## Cadre légal
- Loi du 30 mai 1916
- Décret du 18 septembre 1916.

Le dispositif était cadré par une Commission départementale ayant deux missions principales:
- examiner les demandes des œuvres qui désirent recourir à la générosité du public. 
Le ministre de l'Intérieur accorde ou non son autorisation, par arrêté spécial[1] ;
- contrôler les recettes et dépenses des œuvres autorisées[1]

## Le cas du Pas-de-Calais
Ce département était l'un des plus touchés par la Guerre. 
Hors Croix-Rouge française, reconnue d'utilité publique, une quarantaine d'œuvres ont été autorisées par le ministère de l'intérieur  :
Toujours à titre d'exemple, et pour le seul arrondissement de Béthune, il s'agissait de:
- Œuvres des prisonniers de guerre de béthune (présidente : Mme Flament-Douffer)
- Comité de secours aux prisonniers d'Auchel qui ne sont pas secourus par les compagnies minières (président : M. Dantin)
- Comité de secours aux prisonniers et permissionnaires à Burbure (président : M. Léon Brevière)
- Comité avionnais d'assistance aux prisonniers à Bruay (président : M. Poulain)
- Comité des quêteurs en faveur des soldats des régions envahies et prisonniers de guerre à Auchel (président : M. Henri Bailleux)

## Autres aides ou œuvres liées à la guerre
Les dons des Œuvres de guerre venaient en complément d'autres aides (Croix-rouge française, Croix-Rouge américaine...) et des allocations officielles :

### Allocations aux femmes de mobilisés, de prisonniers et aux familles rapatriées des régions envahies
Une loi du 5 août 1914 attribue aux femmes de mobilisés, épouses et compagnes non mariée, une allocation de 1,25 F augmentée de 50 centimes par enfant en dessous de 16 ans, portée le 4 août 1917 à 1,50 F et la majoration pour enfant à charge à 1 F et le 15 novembre 1918 à 1,75 F, la majoration à 1,25 F pour les deux premiers enfants, 1,50 F pour les suivants.
À partir d'avril 1915, cette allocation est versée aux femmes de prisonniers nécessiteuses.
Ces allocations seront supprimées par une loi du 30 septembre 1919.
En décembre 1914, une allocation d'un montant analogue est versée aux réfugiés sous conditions de ressources.
La demande est faite au maire de la commune hébergeant les réfugiés, qui la transmet - « revêtue de son avis » - à la commission cantonale compétente. Un arriéré de 4 mois peut être versé à la famille, le montant restant dû (précisé par certificat délivré par la préfecture) à la famille devant être payé soit à la libération du territoire, soit à la fin des hostilités,.
Les allocations aux réfugiés furent supprimées en 1921.

### Allocations aux victimes civiles de la guerre
Cette allocation était cadrée par la Loi du 28 avril 1916 qui a étendu le bénéfice de la loi du 5 août 1914 aux victimes civiles nécessiteuses, dont le « soutien » (chef de famille ou tenant lieu) « indispensable non militarisé » a été victime d'un « fait de guerre ». 

L'assistance est théoriquement assurée « durant toute l'incapacité de travail ».

### Allocations militaires
Une circulaire ministérielle du 26 mars 1918 précise les modes d'allocation et majorations prévues par la loi du 5 août 1914 – que ces familles aient été admises avant ou pendant l'occupation ou qu'elles se soient mises en instance depuis leur rapatriement.

### Secours pour événement de guerre
Ce fonds spécial est mis à disposition du préfet par le ministère de l'intérieur pour répondre aux besoins de première nécessité (après les bombardements notamment).

À titre d'exemple dans le pas de calais : 4 070 fr en 1915, 2 793 en 1916, 45 963 en 1917 et 72 300 en 1918 (au 5 septembre 1918 précisément).

### Comité départemental de secours aux éprouvés de la guerre
Ce comité fut fondé en 1915 dans les départements (le 25 février 1915 dans le Pas-de-Calais), sous les auspices de l'union sacrée. 
Il était présidé par le Préfet qui réunissait autour de lui des sénateurs et députés, des membres du bureau du Conseil général, des conseillers généraux et d'arrondissement des « régions envahies »; 
Budgets : Ce comité  bénéficiait de fonds de l'état (Ministère de la guerre) et du département, mais il était aussi autorisé à faire appel à la générosité du public (par arrêté ministériel du 20 janvier 1917).

Ces comités constituaient des stocks de vêtements, sous-vêtements et objets de premières nécessité pour le envahis, les récupérés et les sinistrés. 
À titre d'exemple, dans le Pas-de-Calais, en près de 4 ans (de sa création au 1er septembre 1918), ce comité avait réuni près de 5 millions de fr et dépensé 4 664 354 fr.

C'est ce comité qui a pris l'initiative d'envoyer un mandat de 10 fr à chaque soldat des régions envahies, avec une carte mentionnant les sentiments affectueux dévouement du comité, initiative repris par le ministère de l'intérieur dans chaque département, mais avec un mandat de 5 fr par mois, ensuite renouvelé tous les deux mois après que l'état eut décidé d'augmenter la solde militaire. Puis, à la demande des parlementaires des régions envahies, le versement mensuel en fut rétabli.

Ce service était dit « service de la pièce de 100 sous ». Chaque mandat était attribué avec un questionnaire (nom et prénom, domicile avant la guerre, n° de ce coupon, grade, adresse militaire habituelle, de manière à pouvoir mieux adresser l'argent alors que les affectations changeaient souvent et que le nombre de tués allait croissant). 
Toujours dans le Pas-de-Calais ; 40 000 soldats ont bénéficié de ce fonds au moins une fois, via 402 126 mandats distribués en tout (20400 pour le seul mois d'août 1918).

8600 prisonniers dans les régions envahies étaient en 1918 régulièrement alimentés par des colis envoyés par ce comité (13 fr en moyenne par colis, soit environ 100 000 fr/mois). 
En tout, 320 892 colis, dont 305 227 de vivres et 15 665 de vêtements ont été envoyés de sa création au 1er septembre 1918.

Le ministère de la guerre qui a versé 1 978 406 fr au comité de sa création au 1er septembre 1918, prend les 5 fr mensuels à sa charge à partir de septembre 1918 (il encadre de manière générale les œuvres militaires)
C'est aussi ce comité qui a proposé et organisé les journées d'appel à la générosité du public, dite « journée du Pas-de-Calais », dont la première a eu lieu les 13 et 15 août 1916 et la seconde les 13, 18 et 23 août 1918.